# Série Mundial de Sevens Masculino 2012-13
A Série Mundial de Sevens Masculino 2012-13 (IRB Sevens World Series 2012-13), é o circuito mundial de Rugby Sevens masculino da temporada 2012-13.

A Nova Zelândia não deu chances para o azar e se sagrou campeã pela 11 vez (em 14 edições) na a penúltima etapa.

## Etapas
| Datas                                | Estado                 | Cidade          | Campeão       | Vice-Campeão  | Terceiro      |
| ------------------------------------ | ---------------------- | --------------- | ------------- | ------------- | ------------- |
| 13 e 14 de outubro de 2012           | Austrália              | Gold Coast      | Fiji          | Nova Zelândia | África do Sul |
| 30 de novembro 1 de dezembro de 2012 | Emirados Árabes Unidos | Dubai           | Samoa         | Nova Zelândia | Quênia        |
| 8 e 9 de dezembro de 2012            | África do Sul          | Porto Elizabeth | Nova Zelândia | França        | África do Sul |
| 1 e 2 de fevereiro de 2013           | Nova Zelândia          | Wellington      | Inglaterra    | Quênia        | Nova Zelândia |
| 8, 9 e 10 de fevereiro de 2013       | Estados Unidos         | Las Vegas       | África do Sul | Nova Zelândia | Samoa         |
| 22, 23 e 24 de março de 2013         | Hong Kong              | Hong Kong       | Fiji          | País de Gales | Nova Zelândia |
| 30 , 31 de março de 2013             | Japão                  | Tóquio          | África do Sul | Nova Zelândia | Austrália     |
| 4 e 5 de maio de 2013                | Escócia                | Edimburgo       | África do Sul | Nova Zelândia | Inglaterra    |
| 11 e 12 de maio de 2013              | Inglaterra             | Londres         | Nova Zelândia | Austrália     | Inglaterra    |

## Classificação
| Classificada para Torneio Principal de Londres      |
| Classificada para Torneio Qualificatório de Londres |

| POS                 | Team           | Austrália | =Emirados Árabes Unidos | África do Sul | Nova Zelândia | Estados Unidos | Hong Kong | Japão | Escócia | Inglaterra | Total |
| ------------------- | -------------- | --------- | ----------------------- | ------------- | ------------- | -------------- | --------- | ----- | ------- | ---------- | ----- |
| 1                   | Nova Zelândia  | 19        | 19                      | 22            | 17            | 19             | 17        | 19    | 19      | 22         | 173   |
| 2                   | África do Sul  | 17        | 7                       | 17            | 10            | 22             | 5         | 22    | 22      | 10         | 132   |
| 3                   | Fiji           | 22        | 10                      | 12            | 7             | 15             | 22        | 10    | 10      | 13         | 121   |
| 4                   | Samoa          | 10        | 22                      | 7             | 15            | 17             | 13        | 10    | 5       | 5          | 104   |
| 5                   | Quênia         | 15        | 17                      | 5             | 19            | 1              | 15        | 5     | 7       | 15         | 99    |
| 6                   | Inglaterra     | 7         | 3                       | 5             | 22            | 5              | 8         | 8     | 17      | 17         | 92    |
| 7                   | País de Gales  | 5         | 13                      | 13            | 3             | 10             | 19        | 5     | 15      | 8          | 91    |
| 8                   | Austrália      | 10        | 1                       | 8             | 13            | 3              | 10        | 17    | 8       | 19         | 89    |
| 9                   | França         | 12        | 15                      | 19            | 5             | 8              | 3         | 15    | 3       | 7          | 87    |
| 10                  | Argentina      | 13        | 8                       | 15            | 10            | 7              | 2         | 7     | 12      | 10         | 84    |
| 11                  | Estados Unidos | 2         | 5                       | 10            | 1             | 10             | 5         | 13    | 13      | 12         | 71    |
| 12                  | Canadá         | 5         | 12                      | 1             | 8             | 13             | 12        | 3     | 10      | 5          | 69    |
| 13                  | Escócia        | 3         | 5                       | 1             | 12            | 12             | 1         | 12    | 5       | 0          | 51    |
| 14                  | Portugal       | 1         | 10                      | 10            | 1             | 1              | 10        | 1     | 1       | 0          | 35    |
| 15                  | Espanha        | 8         | 2                       | 3             | 5             | 5              | 1         | 1     | 1       | 0          | 26    |
| Seleções convidadas |                |           |                         |               |               |                |           |       |         |            |       |
| 16                  | Hong Kong      | 0         | 0                       | 0             | 0             | 0              | 7         | 0     | 0       | 0          | 7     |
| 17                  | Rússia         | 0         | 1                       | 0             | 0             | 0              | 0         | 0     | 2       | 0          | 3     |
| 17                  | Tonga          | 1         | 0                       | 0             | 2             | 0              | 0         | 0     | 0       | 0          | 3     |
| 19                  | Japão          | 0         | 0                       | 0             | 0             | 0              | 0         | 2     | 0       | 0          | 2     |
| 19                  | Uruguai        | 0         | 0                       | 0             | 0             | 2              | 0         | 0     | 0       | 0          | 2     |
| 19                  | Zimbabwe       | 0         | 0                       | 2             | 0             | 0              | 0         | 0     | 0       | 0          | 2     |

## Campeã
| Série Mundial de Sevens Masculino 2012-13 |
| ----------------------------------------- |
| Nova Zelândia (11º título)                |

## 1a Etapa - Gold Coast
| GRUPO A        | GRUPO A       | GRUPO A       | GRUPO A | GRUPO A        | GRUPO A | GRUPO A | GRUPO A | GRUPO A | GRUPO A | GRUPO A | GRUPO A |
|                | África do Sul | Nova Zelândia | Canadá  | Estados Unidos | V       | E       | D       | P+      | P-      | P+/-    | Pts     |
| -------------- | ------------- | ------------- | ------- | -------------- | ------- | ------- | ------- | ------- | ------- | ------- | ------- |
| África do Sul  | X             | 31-21         | 38-0    | 33-5           | 3       | 0       | 0       | 102     | 26      | +76     | 9       |
| Nova Zelândia  | 21-31         | X             | 28-21   | 19-7           | 2       | 0       | 1       | 68      | 59      | +9      | 7       |
| Canadá         | 0-38          | 21-28         | X       | 22-21          | 1       | 0       | 2       | 43      | 87      | -44     | 5       |
| Estados Unidos | 5-33          | 7-19          | 21-22   | X              | 0       | 0       | 3       | 33      | 74      | -41     | 3       |

| GRUPO B   | GRUPO B   | GRUPO B | GRUPO B | GRUPO B | GRUPO B | GRUPO B | GRUPO B | GRUPO B | GRUPO B | GRUPO B | GRUPO B |
|           | Austrália | Fiji    | Tonga   | Escócia | V       | E       | D       | P+      | P-      | P+/-    | Pts     |
| --------- | --------- | ------- | ------- | ------- | ------- | ------- | ------- | ------- | ------- | ------- | ------- |
| Austrália | X         | 15-14   | 31-14   | 22-0    | 3       | 0       | 0       | 68      | 28      | +40     | 9       |
| Fiji      | 14-15     | X       | 35-7    | 31-14   | 2       | 0       | 1       | 80      | 36      | +44     | 7       |
| Tonga     | 14-31     | 7-35    | X       | 24-5    | 1       | 0       | 2       | 45      | 71      | -26     | 5       |
| Escócia   | 0-22      | 14-31   | 5-24    | X       | 0       | 0       | 3       | 19      | 77      | -58     | 3       |

| GRUPO C    | GRUPO C | GRUPO C | GRUPO C    | GRUPO C | GRUPO C | GRUPO C | GRUPO C | GRUPO C | GRUPO C | GRUPO C | GRUPO C |
|            | Samoa   | Quénia  | Inglaterra | Espanha | V       | E       | D       | P+      | P-      | P+/-    | Pts     |
| ---------- | ------- | ------- | ---------- | ------- | ------- | ------- | ------- | ------- | ------- | ------- | ------- |
| Samoa      | X       | 14-12   | 19-17      | 31-10   | 3       | 0       | 0       | 64      | 39      | +25     | 9       |
| Quênia     | 12-14   | X       | 14-14      | 26-12   | 1       | 1       | 1       | 52      | 40      | +12     | 6       |
| Inglaterra | 17-19   | 14-14   | X          | 13-10   | 1       | 1       | 1       | 44      | 43      | +1      | 6       |
| Espanha    | 10-31   | 12-26   | 10-13      | X       | 0       | 0       | 3       | 32      | 70      | -38     | 3       |

| GRUPO D       | GRUPO D   | GRUPO D | GRUPO D       | GRUPO D  | GRUPO D | GRUPO D | GRUPO D | GRUPO D | GRUPO D | GRUPO D | GRUPO D |
|               | Argentina | França  | País de Gales | Portugal | V       | E       | D       | P+      | P-      | P+/-    | Pts     |
| ------------- | --------- | ------- | ------------- | -------- | ------- | ------- | ------- | ------- | ------- | ------- | ------- |
| Argentina     | X         | 7-14    | 17-5          | 26-0     | 2       | 0       | 1       | 50      | 19      | +31     | 7       |
| França        | 14-7      | X       | 17-19         | 12-5     | 2       | 0       | 1       | 43      | 31      | +12     | 7       |
| País de Gales | 5-17      | 19-17   | X             | 19-12    | 2       | 0       | 1       | 43      | 46      | -3      | 7       |
| Portugal      | 0-26      | 5-12    | 12-19         | X        | 0       | 0       | 3       | 17      | 57      | -40     | 3       |

| Seleção                            | Seleção                            | Placar                             |
| Quartas-de-final (9º ao 16º lugar) | Quartas-de-final (9º ao 16º lugar) | Quartas-de-final (9º ao 16º lugar) |
| ---------------------------------- | ---------------------------------- | ---------------------------------- |
| Canadá                             | Portugal                           | 31-0                               |
| Inglaterra                         | Escócia                            | 35-7                               |
| País de Gales                      | Estados Unidos                     | 27-19                              |
| Espanha                            | Tonga                              | 24-7                               |
| Quartas-de-final (1º ao 8º lugar)  |                                    |                                    |
| África do Sul                      | França                             | 26-14                              |
| Fiji                               | Samoa                              | 19-7                               |
| Nova Zelândia                      | Argentina                          | 12-7                               |
| Quênia                             | Austrália                          | 21-14                              |
| Semifinais (13º ao 16º lugar)      |                                    |                                    |
| Escócia                            | Portugal                           | 33-0                               |
| Estados Unidos                     | Tonga                              | 33-26                              |
| Semifinais (9º ao 12º lugar)       |                                    |                                    |
| Inglaterra                         | Canadá                             | 24-19                              |
| Espanha                            | País de Gales                      | 26-17                              |
| Semifinais (5º ao 8º lugar)        |                                    |                                    |
| França                             | Samoa                              | 21-7                               |
| Argentina                          | Austrália                          | 17-14                              |
| Semifinais (1º ao 4º lugar)        |                                    |                                    |
| Fiji                               | África do Sul                      | 21-10                              |
| Nova Zelândia                      | Quênia                             | 15-5                               |
| Final 13º lugar                    |                                    |                                    |
| Escócia                            | Estados Unidos                     | 40 - 5                             |
| Final 9º lugar                     |                                    |                                    |
| Espanha                            | Inglaterra                         | 19-14                              |
| Final 5º lugar                     |                                    |                                    |
| Argentina                          | França                             | 14-7                               |
| Final 3º lugar                     |                                    |                                    |
| África do Sul                      | Quênia                             | 41-7                               |
| Final 1º lugar                     |                                    |                                    |
| Fiji                               | Nova Zelândia                      | 32-14                              |

## 2a Etapa - Dubai
| GRUPO A | GRUPO A | GRUPO A | GRUPO A | GRUPO A | GRUPO A | GRUPO A | GRUPO A | GRUPO A | GRUPO A | GRUPO A | GRUPO A |
|         | Fiji    | Quénia  | Espanha | Escócia | V       | E       | D       | P+      | P-      | P+/-    | Pts     |
| ------- | ------- | ------- | ------- | ------- | ------- | ------- | ------- | ------- | ------- | ------- | ------- |
| Fiji    | X       | 14-10   | 14-0    | 22-14   | 3       | 0       | 0       | 50      | 24      | +26     | 9       |
| Quênia  | 10-14   | X       | 10-7    | 12-5    | 2       | 0       | 1       | 32      | 26      | +6      | 7       |
| Espanha | 0-14    | 7-10    | X       | 12-7    | 1       | 0       | 2       | 19      | 31      | -12     | 5       |
| Escócia | 14-22   | 5-12    | 7-12    | X       | 0       | 0       | 3       | 26      | 46      | -20     | 3       |

| GRUPO B       | GRUPO B       | GRUPO B       | GRUPO B   | GRUPO B | GRUPO B | GRUPO B | GRUPO B | GRUPO B | GRUPO B | GRUPO B | GRUPO B |
|               | Nova Zelândia | País de Gales | Argentina | Rússia  | V       | E       | D       | P+      | P-      | P+/-    | Pts     |
| ------------- | ------------- | ------------- | --------- | ------- | ------- | ------- | ------- | ------- | ------- | ------- | ------- |
| Nova Zelândia | X             | 14-7          | 17-7      | 31-14   | 3       | 0       | 0       | 62      | 28      | +34     | 9       |
| País de Gales | 7-14          | X             | 14-7      | 22-5    | 2       | 0       | 1       | 43      | 26      | +17     | 7       |
| Argentina     | 7-17          | 7-14          | X         | 17-10   | 1       | 0       | 2       | 31      | 41      | -10     | 5       |
| Rússia        | 14-31         | 5-22          | 10-17     | X       | 0       | 0       | 3       | 29      | 70      | -41     | 3       |

| GRUPO C       | GRUPO C | GRUPO C  | GRUPO C       | GRUPO C    | GRUPO C | GRUPO C | GRUPO C | GRUPO C | GRUPO C | GRUPO C | GRUPO C |
|               | Samoa   | Portugal | África do Sul | Inglaterra | V       | E       | D       | P+      | P-      | P+/-    | Pts     |
| ------------- | ------- | -------- | ------------- | ---------- | ------- | ------- | ------- | ------- | ------- | ------- | ------- |
| Samoa         | X       | 24-19    | 10-5          | 17-19      | 2       | 0       | 1       | 51      | 43      | +8      | 7       |
| Portugal      | 19-24   | X        | 12-10         | 22-21      | 2       | 0       | 1       | 53      | 55      | -2      | 7       |
| África do Sul | 5-10    | 10-12    | X             | 19-10      | 1       | 0       | 2       | 34      | 32      | +2      | 5       |
| Inglaterra    | 19-17   | 21-22    | 10-19         | X          | 1       | 0       | 2       | 50      | 58      | -8      | 5       |

| GRUPO D        | GRUPO D | GRUPO D | GRUPO D   | GRUPO D        | GRUPO D | GRUPO D | GRUPO D | GRUPO D | GRUPO D | GRUPO D | GRUPO D |
|                | Canadá  | França  | Austrália | Estados Unidos | V       | E       | D       | P+      | P-      | P+/-    | Pts     |
| -------------- | ------- | ------- | --------- | -------------- | ------- | ------- | ------- | ------- | ------- | ------- | ------- |
| Canadá         | X       | 20-0    | 28-28     | 26-7           | 2       | 1       | 0       | 74      | 35      | +39     | 8       |
| França         | 0-20    | X       | 7-0       | 17-14          | 2       | 0       | 1       | 24      | 34      | -10     | 7       |
| Austrália      | 28-28   | 0-7     | X         | 19-12          | 1       | 1       | 1       | 47      | 47      | 0       | 6       |
| Estados Unidos | 7-26    | 14-17   | 12-19     | X              | 0       | 0       | 3       | 33      | 62      | -29     | 3       |

| Seleção                            | Seleção                            | Placar                             |
| Quartas-de-final (9º ao 16º lugar) | Quartas-de-final (9º ao 16º lugar) | Quartas-de-final (9º ao 16º lugar) |
| ---------------------------------- | ---------------------------------- | ---------------------------------- |
| Estados Unidos                     | Espanha                            | 14-12                              |
| África do Sul                      | Rússia                             | 25-12                              |
| Escócia                            | Austrália                          | 29-14                              |
| Argentina                          | Inglaterra                         | 24-14                              |
| Quartas-de-final (1º ao 8º lugar)  |                                    |                                    |
| França                             | Fiji                               | 8-5                                |
| Samoa                              | País de Gales                      | 19-7                               |
| Quênia                             | Canadá                             | 19-17                              |
| Nova Zelândia                      | Portugal                           | 28-7                               |
| Semifinais (13º ao 16º lugar)      |                                    |                                    |
| Espanha                            | Rússia                             | 26-24                              |
| Inglaterra                         | Austrália                          | 40-12                              |
| Semifinais (9º ao 12º lugar)       |                                    |                                    |
| África do Sul                      | Estados Unidos                     | 22-14                              |
| Argentina                          | Escócia                            | 12-5                               |
| Semifinais (5º ao 8º lugar)        |                                    |                                    |
| País de Gales                      | Fiji                               | 27-5                               |
| Canadá                             | Portugal                           | 28-12                              |
| Semifinais (1º ao 4º lugar)        |                                    |                                    |
| Samoa                              | França                             | 12-5                               |
| Nova Zelândia                      | Quênia                             | 27-7                               |
| Final 13º lugar                    |                                    |                                    |
| Inglaterra                         | Espanha                            | 26-5                               |
| Final 9º lugar                     |                                    |                                    |
| Argentina                          | África do Sul                      | 14-10                              |
| Final 5º lugar                     |                                    |                                    |
| País de Gales                      | Canadá                             | 21-14                              |
| Final 3º lugar                     |                                    |                                    |
| Quênia                             | França                             | 15-12                              |
| Final 1º lugar                     |                                    |                                    |
| Samoa                              | Nova Zelândia                      | 26-15                              |

## 3a Etapa - Porto Elizabeth
| GRUPO A       | GRUPO A       | GRUPO A | GRUPO A   | GRUPO A | GRUPO A | GRUPO A | GRUPO A | GRUPO A | GRUPO A | GRUPO A | GRUPO A |
|               | África do Sul | França  | Austrália | Samoa   | V       | E       | D       | P+      | P-      | P+/-    | Pts     |
| ------------- | ------------- | ------- | --------- | ------- | ------- | ------- | ------- | ------- | ------- | ------- | ------- |
| África do Sul | X             | 12-5    | 17-7      | 29-7    | 3       | 0       | 0       | 58      | 19      | +39     | 9       |
| França        | 5-12          | X       | 31-5      | 7-12    | 1       | 0       | 2       | 43      | 29      | +14     | 5       |
| Austrália     | 7-17          | 5-31    | X         | 26-7    | 1       | 0       | 2       | 38      | 55      | -17     | 5       |
| Samoa         | 7-29          | 12-7    | 7-26      | X       | 1       | 0       | 2       | 26      | 62      | -36     | 5       |

| GRUPO B       | GRUPO B | GRUPO B       | GRUPO B    | GRUPO B | GRUPO B | GRUPO B | GRUPO B | GRUPO B | GRUPO B | GRUPO B | GRUPO B |
|               | Fiji    | Nova Zelândia | Inglaterra | Escócia | V       | E       | D       | P+      | P-      | P+/-    | Pts     |
| ------------- | ------- | ------------- | ---------- | ------- | ------- | ------- | ------- | ------- | ------- | ------- | ------- |
| Fiji          | X       | 24-12         | 29-19      | 19-21   | 2       | 0       | 1       | 72      | 52      | +20     | 7       |
| Nova Zelândia | 12-24   | X             | 24-7       | 14-7    | 2       | 0       | 1       | 50      | 38      | +12     | 7       |
| Inglaterra    | 19-29   | 7-24          | X          | 33-12   | 1       | 0       | 2       | 59      | 65      | -6      | 5       |
| Escócia       | 21-19   | 7-14          | 12-33      | X       | 1       | 0       | 2       | 40      | 66      | -26     | 5       |

| GRUPO C       | GRUPO C       | GRUPO C   | GRUPO C | GRUPO C | GRUPO C | GRUPO C | GRUPO C | GRUPO C | GRUPO C | GRUPO C | GRUPO C |
|               | País de Gales | Argentina | Quénia  | Espanha | V       | E       | D       | P+      | P-      | P+/-    | Pts     |
| ------------- | ------------- | --------- | ------- | ------- | ------- | ------- | ------- | ------- | ------- | ------- | ------- |
| País de Gales | X             | 7-12      | 33-14   | 12-5    | 2       | 0       | 1       | 52      | 31      | +21     | 7       |
| Argentina     | 12-7          | X         | 17-21   | 21-14   | 2       | 0       | 1       | 50      | 42      | +8      | 7       |
| Quênia        | 14-33         | 21-17     | X       | 26-14   | 2       | 0       | 1       | 61      | 64      | -3      | 7       |
| Espanha       | 5-12          | 14-21     | 14-26   | X       | 0       | 0       | 3       | 33      | 59      | -26     | 3       |

| GRUPO D        | GRUPO D  | GRUPO D        | GRUPO D | GRUPO D  | GRUPO D | GRUPO D | GRUPO D | GRUPO D | GRUPO D | GRUPO D | GRUPO D |
|                | Portugal | Estados Unidos | Canadá  | Zimbabwe | V       | E       | D       | P+      | P-      | P+/-    | Pts     |
| -------------- | -------- | -------------- | ------- | -------- | ------- | ------- | ------- | ------- | ------- | ------- | ------- |
| Portugal       | X        | 26-12          | 28-7    | 17-12    | 3       | 0       | 0       | 71      | 31      | +40     | 9       |
| Estados Unidos | 12-26    | X              | 26-12   | 21-17    | 2       | 0       | 1       | 59      | 55      | +4      | 7       |
| Canadá         | 7-28     | 12-26          | X       | 26-0     | 1       | 0       | 2       | 45      | 54      | -9      | 5       |
| Zimbabwe       | 12-17    | 17-21          | 0-26    | X        | 0       | 0       | 3       | 29      | 64      | -35     | 3       |

| Seleção                            | Seleção                            | Placar                             |
| Quartas-de-final (9º ao 16º lugar) | Quartas-de-final (9º ao 16º lugar) | Quartas-de-final (9º ao 16º lugar) |
| ---------------------------------- | ---------------------------------- | ---------------------------------- |
| Austrália                          | Zimbabwe                           | 24-14                              |
| Quênia                             | Escócia                            | 19-17                              |
| Canadá                             | Samoa                              | 21-36                              |
| Inglaterra                         | Espanha                            | 14-7                               |
| Quartas-de-final (1º ao 8º lugar)  |                                    |                                    |
| África do Sul                      | Estados Unidos                     | 17-7                               |
| País de Gales                      | Nova Zelândia                      | 5-35                               |
| Portugal                           | França                             | 7-10                               |
| Fiji                               | Argentina                          | 12-15                              |
| Semifinais (13º ao 16º lugar)      |                                    |                                    |
| Zimbabwe                           | Escócia                            | 24-14                              |
| Espanha                            | Canadá                             | 29-12                              |
| Semifinais (9º ao 12º lugar)       |                                    |                                    |
| Austrália                          | Quênia                             | 24-21                              |
| Samoa                              | Inglaterra                         | 15-12                              |
| Semifinais (5º ao 8º lugar)        |                                    |                                    |
| País de Gales                      | Estados Unidos                     | 26-19                              |
| Fiji                               | Portugal                           | 16-12                              |
| Semifinais (1º ao 4º lugar)        |                                    |                                    |
| Nova Zelândia                      | África do Sul                      | 12-5                               |
| França                             | Argentina                          | 10-7                               |
| Final 13º lugar                    |                                    |                                    |
| Espanha                            | Zimbabwe                           | 33-0                               |
| Final 9º lugar                     |                                    |                                    |
| Austrália                          | Samoa                              | 26-14                              |
| Final 5º lugar                     |                                    |                                    |
| País de Gales                      | Fiji                               | 26-14                              |
| Final 3º lugar                     |                                    |                                    |
| África do Sul                      | Argentina                          | 35-0                               |
| Final 1º lugar                     |                                    |                                    |
| Nova Zelândia                      | França                             | 47-12                              |

## 4a Etapa - Wellington Sevens
A quarta etapa foi realizada em Wellington, Nova Zelândia em 1 e 2 de Fevereiro de 2013. Os vencedores foram os Inglês que derrotaram o Quênia na final.
| GRUPO A        | GRUPO A    | GRUPO A       | GRUPO A | GRUPO A        | GRUPO A | GRUPO A | GRUPO A | GRUPO A | GRUPO A | GRUPO A | GRUPO A |
|                | Inglaterra | Nova Zelândia | Espanha | Estados Unidos | V       | E       | D       | P+      | P-      | P+/-    | Pts     |
| -------------- | ---------- | ------------- | ------- | -------------- | ------- | ------- | ------- | ------- | ------- | ------- | ------- |
| Inglaterra     | X          | 19-14         | 28-5    | 12-12          | 2       | 1       | 0       | 59      | 31      | +28     | 8       |
| Nova Zelândia  | 14-19      | X             | 36-5    | 17-0           | 2       | 0       | 1       | 67      | 24      | +43     | 7       |
| Espanha        | 5-28       | 5-36          | X       | 10-5           | 1       | 0       | 2       | 20      | 69      | -49     | 5       |
| Estados Unidos | 12-12      | 0-17          | 5-10    | X              | 0       | 1       | 2       | 17      | 39      | -22     | 4       |

| GRUPO B   | GRUPO B | GRUPO B   | GRUPO B | GRUPO B | GRUPO B | GRUPO B | GRUPO B | GRUPO B | GRUPO B | GRUPO B | GRUPO B |
|           | Quénia  | Argentina | França  | Tonga   | V       | E       | D       | P+      | P-      | P+/-    | Pts     |
| --------- | ------- | --------- | ------- | ------- | ------- | ------- | ------- | ------- | ------- | ------- | ------- |
| Quênia    | X       | 12-0      | 24-12   | 17-10   | 3       | 0       | 0       | 53      | 22      | +31     | 9       |
| Argentina | 0-12    | X         | 17-14   | 21-12   | 2       | 0       | 1       | 38      | 38      | 0       | 7       |
| França    | 12-24   | 14-17     | X       | 33-7    | 1       | 0       | 2       | 59      | 48      | +11     | 5       |
| Tonga     | 10-17   | 12-21     | 7-33    | X       | 0       | 0       | 3       | 29      | 71      | -42     | 3       |

| GRUPO C       | GRUPO C | GRUPO C       | GRUPO C | GRUPO C       | GRUPO C | GRUPO C | GRUPO C | GRUPO C | GRUPO C | GRUPO C | GRUPO C |
|               | Samoa   | África do Sul | Canadá  | País de Gales | V       | E       | D       | P+      | P-      | P+/-    | Pts     |
| ------------- | ------- | ------------- | ------- | ------------- | ------- | ------- | ------- | ------- | ------- | ------- | ------- |
| Samoa         | X       | 19-10         | 26-12   | 19-12         | 3       | 0       | 0       | 64      | 34      | +30     | 9       |
| África do Sul | 10-19   | X             | 15-26   | 21-0          | 1       | 0       | 2       | 46      | 45      | +1      | 5       |
| Canadá        | 12-26   | 26-15         | X       | 17-26         | 1       | 0       | 2       | 55      | 67      | -12     | 5       |
| País de Gales | 12-19   | 0-21          | 26-17   | X             | 1       | 0       | 2       | 38      | 57      | -19     | 5       |

| GRUPO D   | GRUPO D   | GRUPO D | GRUPO D | GRUPO D  | GRUPO D | GRUPO D | GRUPO D | GRUPO D | GRUPO D | GRUPO D | GRUPO D |
|           | Austrália | Escócia | Fiji    | Portugal | V       | E       | D       | P+      | P-      | P+/-    | Pts     |
| --------- | --------- | ------- | ------- | -------- | ------- | ------- | ------- | ------- | ------- | ------- | ------- |
| Austrália | X         | 29-5    | 21-12   | 24-5     | 3       | 0       | 0       | 74      | 22      | +52     | 9       |
| Escócia   | 5-29      | X       | 12-14   | 19-17    | 2       | 0       | 1       | 36      | 60      | -24     | 7       |
| Fiji      | 12-21     | 14-12   | X       | 24-7     | 1       | 0       | 2       | 50      | 40      | +10     | 5       |
| Portugal  | 5-24      | 17-19   | 7-24    | X        | 0       | 0       | 3       | 29      | 67      | -38     | 3       |

| Seleção                            | Seleção                            | Placar                             |
| Quartas-de-final (9º ao 16º lugar) | Quartas-de-final (9º ao 16º lugar) | Quartas-de-final (9º ao 16º lugar) |
| ---------------------------------- | ---------------------------------- | ---------------------------------- |
| Espanha                            | Portugal                           | 26-19                              |
| Canadá                             | Tonga                              | 28-5                               |
| Fiji                               | Estados Unidos                     | 19-12                              |
| França                             | País de Gales                      | 33-12                              |
| Quartas-de-final (1º ao 8º lugar)  |                                    |                                    |
| Inglaterra                         | Escócia                            | 31-7                               |
| Samoa                              | Argentina                          | 31-7                               |
| Nova Zelândia                      | Austrália                          | 24-5                               |
| Quênia                             | África do Sul                      | 21-20                              |
| Semifinais (13º ao 16º lugar)      |                                    |                                    |
| Tonga                              | Portugal                           | 17-7                               |
| País de Gales                      | Estados Unidos                     | 17-15                              |
| Semifinais (9º ao 12º lugar)       |                                    |                                    |
| Canadá                             | Espanha                            | 31-7                               |
| Fiji                               | França                             | 19-17                              |
| Semifinais (5º ao 8º lugar)        |                                    |                                    |
| Escócia                            | Argentina                          | 35-5                               |
| Austrália                          | África do Sul                      | 28-12                              |
| Semifinais (1º ao 4º lugar)        |                                    |                                    |
| Inglaterra                         | Samoa                              | 21-19                              |
| Quênia                             | Nova Zelândia                      | 19-14                              |
| Final 13º lugar                    |                                    |                                    |
| País de Gales                      | Tonga                              | 26-21                              |
| Final 9º lugar                     |                                    |                                    |
| Canadá                             | Fiji                               | 28-19                              |
| Final 5º lugar                     |                                    |                                    |
| Austrália                          | Escócia                            | 22-7                               |
| Final 3º lugar                     |                                    |                                    |
| Nova Zelândia                      | Samoa                              | 17-7                               |
| Final 1º lugar                     |                                    |                                    |
| Inglaterra                         | Quênia                             | 24-19                              |

## 5a Etapa - Las Vegas Sevens
| GRUPO A    | GRUPO A | GRUPO A | GRUPO A  | GRUPO A    | GRUPO A | GRUPO A | GRUPO A | GRUPO A | GRUPO A | GRUPO A | GRUPO A |
|            | Fiji    | Escócia | Portugal | Inglaterra | V       | E       | D       | P+      | P-      | P+/-    | Pts     |
| ---------- | ------- | ------- | -------- | ---------- | ------- | ------- | ------- | ------- | ------- | ------- | ------- |
| Fiji       | X       | 14-12   | 21-14    | 26-17      | 3       | 0       | 0       | 61      | 43      | +18     | 9       |
| Escócia    | 12-14   | X       | 12-10    | 14-0       | 2       | 0       | 1       | 38      | 24      | +14     | 7       |
| Portugal   | 14-21   | 10-12   | X        | 21-5       | 1       | 0       | 2       | 45      | 38      | +7      | 5       |
| Inglaterra | 17-26   | 0-14    | 5-21     | X          | 0       | 0       | 3       | 22      | 61      | -39     | 3       |

| GRUPO B       | GRUPO B       | GRUPO B | GRUPO B | GRUPO B | GRUPO B | GRUPO B | GRUPO B | GRUPO B | GRUPO B | GRUPO B | GRUPO B |
|               | África do Sul | Canadá  | Quénia  | Uruguai | V       | E       | D       | P+      | P-      | P+/-    | Pts     |
| ------------- | ------------- | ------- | ------- | ------- | ------- | ------- | ------- | ------- | ------- | ------- | ------- |
| África do Sul | X             | 17-5    | 15-5    | 45-0    | 3       | 0       | 0       | 77      | 10      | +67     | 9       |
| Canadá        | 5-17          | X       | 19-12   | 36-0    | 2       | 0       | 1       | 60      | 29      | +31     | 7       |
| Quênia        | 5-15          | 12-19   | X       | 12-7    | 1       | 0       | 2       | 29      | 41      | -12     | 5       |
| Uruguai       | 0-45          | 0-36    | 7-12    | X       | 0       | 0       | 3       | 7       | 93      | -86     | 3       |

| GRUPO C       | GRUPO C       | GRUPO C       | GRUPO C   | GRUPO C | GRUPO C | GRUPO C | GRUPO C | GRUPO C | GRUPO C | GRUPO C | GRUPO C |
|               | Nova Zelândia | País de Gales | Argentina | França  | V       | E       | D       | P+      | P-      | P+/-    | Pts     |
| ------------- | ------------- | ------------- | --------- | ------- | ------- | ------- | ------- | ------- | ------- | ------- | ------- |
| Nova Zelândia | X             | 40-5          | 17-5      | 21-0    | 3       | 0       | 0       | 78      | 10      | +68     | 9       |
| País de Gales | 5-40          | X             | 17-7      | 17-14   | 2       | 0       | 1       | 39      | 61      | -22     | 7       |
| Argentina     | 5-17          | 7-17          | X         | 14-12   | 1       | 0       | 2       | 26      | 46      | -20     | 5       |
| França        | 0-21          | 14-17         | 12-14     | X       | 0       | 0       | 3       | 26      | 52      | -26     | 3       |

| GRUPO D        | GRUPO D | GRUPO D        | GRUPO D   | GRUPO D | GRUPO D | GRUPO D | GRUPO D | GRUPO D | GRUPO D | GRUPO D | GRUPO D |
|                | Samoa   | Estados Unidos | Austrália | Espanha | V       | E       | D       | P+      | P-      | P+/-    | Pts     |
| -------------- | ------- | -------------- | --------- | ------- | ------- | ------- | ------- | ------- | ------- | ------- | ------- |
| Samoa          | X       | 12-7           | 28-7      | 19-12   | 3       | 0       | 0       | 59      | 26      | +33     | 9       |
| Estados Unidos | 7-12    | X              | 7-26      | 22-7    | 1       | 0       | 2       | 36      | 45      | -9      | 5       |
| Austrália      | 7-28    | 26-7           | X         | 14-24   | 1       | 0       | 2       | 47      | 59      | -12     | 5       |
| Espanha        | 12-19   | 7-22           | 24-14     | X       | 1       | 0       | 2       | 43      | 55      | -12     | 5       |

| Seleção                            | Seleção                            | Placar                             |
| Quartas-de-final (9º ao 16º lugar) | Quartas-de-final (9º ao 16º lugar) | Quartas-de-final (9º ao 16º lugar) |
| ---------------------------------- | ---------------------------------- | ---------------------------------- |
| Espanha                            | Portugal                           | 12-0                               |
| Argentina                          | Uruguai                            | 24-0                               |
| Inglaterra                         | Austrália                          | 26-21                              |
| França                             | Quênia                             | 21-17                              |
| Quartas-de-final (1º ao 8º lugar)  |                                    |                                    |
| Fiji                               | Estados Unidos                     | 21-19                              |
| Nova Zelândia                      | Canadá                             | 17-0                               |
| Samoa                              | Escócia                            | 12-5                               |
| África do Sul                      | País de Gales                      | 26-0                               |
| Semifinais (13º ao 16º lugar)      |                                    |                                    |
| Uruguai                            | Portugal                           | 7-5                                |
| Austrália                          | Quênia                             | 38-7                               |
| Semifinais (9º ao 12º lugar)       |                                    |                                    |
| Argentina                          | Espanha                            | 21-12                              |
| França                             | Inglaterra                         | 40-7                               |
| Semifinais (5º ao 8º lugar)        |                                    |                                    |
| Canadá                             | Estados Unidos                     | 24-19                              |
| Escócia                            | País de Gales                      | 35-14                              |
| Semifinais (1º ao 4º lugar)        |                                    |                                    |
| Nova Zelândia                      | Fiji                               | 19-14                              |
| África do Sul                      | Samoa                              | 12-7                               |
| Final 13º lugar                    |                                    |                                    |
| Austrália                          | Uruguai                            | 41-0                               |
| Final 9º lugar                     |                                    |                                    |
| França                             | Argentina                          | 17-12                              |
| Final 5º lugar                     |                                    |                                    |
| Canadá                             | Escócia                            | 22-5                               |
| Final 3º lugar                     |                                    |                                    |
| Samoa                              | Fiji                               | 36-31                              |
| Final 1º lugar                     |                                    |                                    |
| África do Sul                      | Nova Zelândia                      | 40-21                              |

## 6a Etapa - Hong Kong
| GRUPO A       | GRUPO A       | GRUPO A   | GRUPO A   | GRUPO A       | GRUPO A | GRUPO A | GRUPO A | GRUPO A | GRUPO A | GRUPO A | GRUPO A |
|               | País de Gales | Austrália | Argentina | África do Sul | V       | E       | D       | P+      | P-      | P+/-    | Pts     |
| ------------- | ------------- | --------- | --------- | ------------- | ------- | ------- | ------- | ------- | ------- | ------- | ------- |
| País de Gales | X             | 19-14     | 19-14     | 0-31          | 2       | 0       | 1       | 38      | 59      | -21     | 7       |
| Austrália     | 14-19         | X         | 12-5      | 21-12         | 2       | 0       | 1       | 47      | 36      | +11     | 7       |
| Argentina     | 14-19         | 5-12      | X         | 21-0          | 1       | 0       | 2       | 40      | 31      | +9      | 5       |
| África do Sul | 31-0          | 12-21     | 0-21      | X             | 1       | 0       | 2       | 43      | 42      | +1      | 5       |

| GRUPO B        | GRUPO B       | GRUPO B | GRUPO B | GRUPO B        | GRUPO B | GRUPO B | GRUPO B | GRUPO B | GRUPO B | GRUPO B | GRUPO B |
|                | Nova Zelândia | Quénia  | França  | Estados Unidos | V       | E       | D       | P+      | P-      | P+/-    | Pts     |
| -------------- | ------------- | ------- | ------- | -------------- | ------- | ------- | ------- | ------- | ------- | ------- | ------- |
| Nova Zelândia  | X             | 31-7    | 33-12   | 24-12          | 3       | 0       | 0       | 88      | 31      | +57     | 9       |
| Quênia         | 7-31          | X       | 19-17   | 17-4           | 2       | 0       | 1       | 43      | 52      | -9      | 7       |
| França         | 12-33         | 17-19   | X       | 21-19          | 1       | 0       | 2       | 50      | 71      | -21     | 5       |
| Estados Unidos | 12-24         | 4-17    | 19-21   | X              | 0       | 0       | 3       | 35      | 62      | -27     | 3       |

| GRUPO C    | GRUPO C  | GRUPO C | GRUPO C | GRUPO C    | GRUPO C | GRUPO C | GRUPO C | GRUPO C | GRUPO C | GRUPO C | GRUPO C |
|            | Portugal | Samoa   | Escócia | Inglaterra | V       | E       | D       | P+      | P-      | P+/-    | Pts     |
| ---------- | -------- | ------- | ------- | ---------- | ------- | ------- | ------- | ------- | ------- | ------- | ------- |
| Portugal   | X        | 14-10   | 27-21   | 7-22       | 2       | 0       | 1       | 48      | 53      | -5      | 7       |
| Samoa      | 10-14    | X       | 12-12   | 28-7       | 1       | 1       | 1       | 50      | 33      | +17     | 6       |
| Escócia    | 21-27    | 12-12   | X       | 14-5       | 1       | 1       | 1       | 47      | 44      | +3      | 6       |
| Inglaterra | 22-7     | 7-28    | 5-14    | X          | 1       | 0       | 2       | 34      | 49      | -15     | 5       |

| GRUPO D   | GRUPO D | GRUPO D | GRUPO D | GRUPO D   | GRUPO D | GRUPO D | GRUPO D | GRUPO D | GRUPO D | GRUPO D | GRUPO D |
|           | Fiji    | Canadá  | Espanha | Hong Kong | V       | E       | D       | P+      | P-      | P+/-    | Pts     |
| --------- | ------- | ------- | ------- | --------- | ------- | ------- | ------- | ------- | ------- | ------- | ------- |
| Fiji      | X       | 26-5    | 22-12   | 36-0      | 3       | 0       | 0       | 84      | 17      | +67     | 9       |
| Canadá    | 5-26    | X       | 31-7    | 14-12     | 2       | 0       | 1       | 50      | 45      | +5      | 7       |
| Espanha   | 12-22   | 7-31    | X       | 28-14     | 1       | 0       | 2       | 47      | 67      | -20     | 5       |
| Hong Kong | 0-36    | 12-14   | 14-28   | X         | 0       | 0       | 3       | 26      | 78      | -52     | 3       |

| Seleção                            | Seleção                            | Placar                             |
| Quartas-de-final (9º ao 16º lugar) | Quartas-de-final (9º ao 16º lugar) | Quartas-de-final (9º ao 16º lugar) |
| ---------------------------------- | ---------------------------------- | ---------------------------------- |
| Hong Kong                          | Argentina                          | 7-5                                |
| Estados Unidos                     | Escócia                            | 21-12                              |
| África do Sul                      | Espanha                            | 28-14                              |
| Inglaterra                         | França                             | 42-7                               |
| Quartas-de-final (1º ao 8º lugar)  |                                    |                                    |
| País de Gales                      | Canadá                             | 28-14                              |
| Quênia                             | Portugal                           | 15-12                              |
| Fiji                               | Austrália                          | 29-15                              |
| Nova Zelândia                      | Samoa                              | 21-14                              |
| Semifinais (13º ao 16º lugar)      |                                    |                                    |
| Argentina                          | Escócia                            | 12-7                               |
| França                             | Espanha                            | 28-0                               |
| Semifinais (9º ao 12º lugar)       |                                    |                                    |
| Hong Kong                          | Estados Unidos                     | 20-12                              |
| Inglaterra                         | África do Sul                      | 26-14                              |
| Semifinais (5º ao 8º lugar)        |                                    |                                    |
| Canadá                             | Portugal                           | 19-14                              |
| Samoa                              | Austrália                          | 12-5                               |
| Semifinais (1º ao 4º lugar)        |                                    |                                    |
| País de Gales                      | Quênia                             | 19-0                               |
| Fiji                               | Nova Zelândia                      | 33-14                              |
| Final 13º lugar                    |                                    |                                    |
| França                             | Argentina                          | 19-14                              |
| Final 9º lugar                     |                                    |                                    |
| Inglaterra                         | Hong Kong                          | 42-7                               |
| Final 5º lugar                     |                                    |                                    |
| Samoa                              | Canadá                             | 12-7                               |
| Final 3º lugar                     |                                    |                                    |
| Nova Zelândia                      | Quênia                             | 36-5                               |
| Final 1º lugar                     |                                    |                                    |
| Fiji                               | País de Gales                      | 26-19                              |

### Torneio Pré-Qualificatório
| GRUPO E       | GRUPO E | GRUPO E | GRUPO E | GRUPO E       | GRUPO E | GRUPO E | GRUPO E | GRUPO E | GRUPO E | GRUPO E | GRUPO E |
|               | Tonga   | Tunísia | Uruguai | Taipé Chinesa | V       | E       | D       | P+      | P-      | P+/-    | Pts     |
| ------------- | ------- | ------- | ------- | ------------- | ------- | ------- | ------- | ------- | ------- | ------- | ------- |
| Tonga         | X       | 14-12   | 26-0    | 38-0          | 3       | 0       | 0       | 78      | 12      | +66     | 9       |
| Tunísia       | 12-14   | X       | 12-5    | 24-26         | 1       | 0       | 2       | 48      | 45      | +3      | 5       |
| Uruguai       | 0-26    | 5-12    | X       | 24-12         | 1       | 0       | 2       | 29      | 50      | -21     | 5       |
| Taipé Chinesa | 0-38    | 26-24   | 12-24   | X             | 1       | 0       | 2       | 38      | 86      | -48     | 5       |

| GRUPO F | GRUPO F | GRUPO F | GRUPO F | GRUPO F | GRUPO F | GRUPO F | GRUPO F | GRUPO F | GRUPO F | GRUPO F | GRUPO F |
|         | Japão   | Brasil  | Geórgia | Jamaica | V       | E       | D       | P+      | P-      | P+/-    | Pts     |
| ------- | ------- | ------- | ------- | ------- | ------- | ------- | ------- | ------- | ------- | ------- | ------- |
| Japão   | X       | 17-10   | 26-7    | 43-0    | 3       | 0       | 0       | 86      | 17      | +69     | 9       |
| Brasil  | 10-17   | X       | 19-19   | 31-5    | 1       | 1       | 1       | 60      | 41      | +19     | 6       |
| Geórgia | 7-26    | 19-19   | X       | 27-12   | 1       | 1       | 1       | 53      | 57      | -4      | 6       |
| Jamaica | 0-43    | 5-31    | 12-27   | X       | 0       | 0       | 3       | 17      | 101     | -84     | 3       |

| GRUPO G    | GRUPO G | GRUPO G  | GRUPO G    | GRUPO G | GRUPO G | GRUPO G | GRUPO G | GRUPO G | GRUPO G | GRUPO G | GRUPO G |
|            | Rússia  | Zimbabwe | Ilhas Cook | México  | V       | E       | D       | P+      | P-      | P+/-    | Pts     |
| ---------- | ------- | -------- | ---------- | ------- | ------- | ------- | ------- | ------- | ------- | ------- | ------- |
| Rússia     | X       | 21-12    | 43-5       | 31-5    | 3       | 0       | 0       | 95      | 22      | +73     | 9       |
| Zimbabwe   | 12-21   | X        | 29-0       | 27-0    | 2       | 0       | 1       | 68      | 21      | +47     | 7       |
| Ilhas Cook | 5-43    | 0-29     | X          | 34-10   | 1       | 0       | 2       | 39      | 82      | -43     | 5       |
| México     | 5-31    | 0-27     | 10-34      | X       | 0       | 0       | 3       | 15      | 92      | -77     | 3       |

| Seleção          | Seleção          | Placar           |
| Quartas-de-final | Quartas-de-final | Quartas-de-final |
| ---------------- | ---------------- | ---------------- |
| Rússia           | Uruguai          | 26 - 12          |
| Zimbabwe         | Brasil           | 21 - 7           |
| Tonga            | Tunísia          | 12 - 5           |
| Geórgia          | Japão            | 17 -0            |
| Semifinais       |                  |                  |
| Zimbabwe         | Rússia           | 19 -0            |
| Tonga            | Geórgia          | 19 - 7           |
| Final            |                  |                  |
| Zimbabwe         | Tonga            | 22 - 12          |

## 7a Etapa - Tóquio
| GRUPO A       | GRUPO A | GRUPO A       | GRUPO A | GRUPO A  | GRUPO A | GRUPO A | GRUPO A | GRUPO A | GRUPO A | GRUPO A | GRUPO A |
|               | Fiji    | África do Sul | Espanha | Portugal | V       | E       | D       | P+      | P-      | P+/-    | Pts     |
| ------------- | ------- | ------------- | ------- | -------- | ------- | ------- | ------- | ------- | ------- | ------- | ------- |
| Fiji          | X       | 29-12         | 17-5    | 34-7     | 3       | 0       | 0       | 80      | 24      | +56     | 9       |
| África do Sul | 12-29   | X             | 42-7    | 12-0     | 2       | 0       | 1       | 66      | 36      | +30     | 7       |
| Espanha       | 5-17    | 7-42          | X       | 17-14    | 1       | 0       | 2       | 29      | 73      | -44     | 5       |
| Portugal      | 7-34    | 0-12          | 14-17   | X        | 0       | 0       | 3       | 21      | 63      | -42     | 3       |

| GRUPO B        | GRUPO B | GRUPO B        | GRUPO B       | GRUPO B | GRUPO B | GRUPO B | GRUPO B | GRUPO B | GRUPO B | GRUPO B | GRUPO B |
|                | Escócia | Estados Unidos | País de Gales | Quénia  | V       | E       | D       | P+      | P-      | P+/-    | Pts     |
| -------------- | ------- | -------------- | ------------- | ------- | ------- | ------- | ------- | ------- | ------- | ------- | ------- |
| Escócia        | X       | 12-12          | 12-10         | 12-0    | 2       | 1       | 0       | 36      | 22      | +14     | 8       |
| Estados Unidos | 12-12   | X              | 24-22         | 10-21   | 1       | 1       | 1       | 46      | 55      | -9      | 6       |
| País de Gales  | 10-12   | 22-24          | X             | 33-15   | 1       | 0       | 2       | 65      | 51      | +14     | 5       |
| Quênia         | 0-12    | 21-10          | 15-33         | X       | 1       | 0       | 2       | 36      | 55      | -19     | 5       |

| GRUPO C       | GRUPO C       | GRUPO C | GRUPO C | GRUPO C | GRUPO C | GRUPO C | GRUPO C | GRUPO C | GRUPO C | GRUPO C | GRUPO C |
|               | Nova Zelândia | França  | Canadá  | Japão   | V       | E       | D       | P+      | P-      | P+/-    | Pts     |
| ------------- | ------------- | ------- | ------- | ------- | ------- | ------- | ------- | ------- | ------- | ------- | ------- |
| Nova Zelândia | X             | 26-7    | 22-12   | 41-5    | 3       | 0       | 0       | 89      | 24      | +65     | 9       |
| França        | 7-26          | X       | 19-22   | 24-7    | 1       | 0       | 2       | 50      | 55      | -5      | 5       |
| Canadá        | 12-22         | 22-19   | X       | 10-14   | 1       | 0       | 2       | 44      | 55      | -11     | 5       |
| Japão         | 5-41          | 7-24    | 14-10   | X       | 1       | 0       | 2       | 26      | 75      | -49     | 5       |

| GRUPO D    | GRUPO D | GRUPO D   | GRUPO D    | GRUPO D   | GRUPO D | GRUPO D | GRUPO D | GRUPO D | GRUPO D | GRUPO D | GRUPO D |
|            | Samoa   | Austrália | Inglaterra | Argentina | V       | E       | D       | P+      | P-      | P+/-    | Pts     |
| ---------- | ------- | --------- | ---------- | --------- | ------- | ------- | ------- | ------- | ------- | ------- | ------- |
| Samoa      | X       | 26-14     | 31-21      | 17-14     | 3       | 0       | 0       | 74      | 49      | +25     | 9       |
| Austrália  | 14-26   | X         | 26-19      | 31-0      | 2       | 0       | 1       | 71      | 45      | +26     | 7       |
| Inglaterra | 21-31   | 19-26     | X          | 31-7      | 1       | 0       | 2       | 71      | 64      | +7      | 5       |
| Argentina  | 14-17   | 0-31      | 7-31       | X         | 0       | 0       | 3       | 21      | 79      | -58     | 3       |

| Seleção                            | Seleção                            | Placar                             |
| Quartas-de-final (9º ao 16º lugar) | Quartas-de-final (9º ao 16º lugar) | Quartas-de-final (9º ao 16º lugar) |
| ---------------------------------- | ---------------------------------- | ---------------------------------- |
| Argentina                          | Espanha                            | 14-0                               |
| Quênia                             | Canadá                             | 17-5                               |
| Inglaterra                         | Portugal                           | 40-0                               |
| País de Gales                      | Japão                              | 22-14                              |
| Quartas-de-final (1º ao 8º lugar)  |                                    |                                    |
| Austrália                          | Fiji                               | 21-12                              |
| Nova Zelândia                      | Estados Unidos                     | 19-12                              |
| África do Sul                      | Samoa                              | 19-12                              |
| França                             | Escócia                            | 14-10                              |
| Semifinais (13º ao 16º lugar)      |                                    |                                    |
| Canadá                             | Espanha                            | 38-0                               |
| Japão                              | Portugal                           | 19-15                              |
| Semifinais (9º ao 12º lugar)       |                                    |                                    |
| Argentina                          | Quênia                             | 12-10                              |
| Inglaterra                         | País de Gales                      | 21-19                              |
| Semifinais (5º ao 8º lugar)        |                                    |                                    |
| Escócia                            | Samoa                              | 21-17                              |
| Estados Unidos                     | Fiji                               | 21-19                              |
| Semifinais (1º ao 4º lugar)        |                                    |                                    |
| Nova Zelândia                      | Austrália                          | 35-17                              |
| África do Sul                      | França                             | 14-12                              |
| Final 13º lugar                    |                                    |                                    |
| Canadá                             | Japão                              | 27-14                              |
| Final 9º lugar                     |                                    |                                    |
| Inglaterra                         | Argentina                          | 38-0                               |
| Final 5º lugar                     |                                    |                                    |
| Estados Unidos                     | Escócia                            | 17-0                               |
| Final 3º lugar                     |                                    |                                    |
| Austrália                          | França                             | 31-7                               |
| Final 1º lugar                     |                                    |                                    |
| África do Sul                      | Nova Zelândia                      | 24-19                              |

## 8a Etapa - Edimburgo
| GRUPO A       | GRUPO A       | GRUPO A | GRUPO A | GRUPO A | GRUPO A | GRUPO A | GRUPO A | GRUPO A | GRUPO A | GRUPO A | GRUPO A |
|               | África do Sul | Canadá  | Samoa   | Quénia  | V       | E       | D       | P+      | P-      | P+/-    | Pts     |
| ------------- | ------------- | ------- | ------- | ------- | ------- | ------- | ------- | ------- | ------- | ------- | ------- |
| África do Sul | X             | 17-14   | 27-0    | 17-14   | 3       | 0       | 0       | 61      | 28      | +33     | 9       |
| Canadá        | 14-17         | X       | 19-17   | 21-10   | 2       | 0       | 1       | 54      | 44      | +10     | 7       |
| Samoa         | 0-27          | 17-19   | X       | 26-0    | 1       | 0       | 2       | 43      | 46      | -3      | 5       |
| Quênia        | 14-17         | 10-21   | 0-26    | X       | 0       | 0       | 3       | 24      | 64      | -40     | 3       |

| GRUPO B       | GRUPO B       | GRUPO B    | GRUPO B | GRUPO B  | GRUPO B | GRUPO B | GRUPO B | GRUPO B | GRUPO B | GRUPO B | GRUPO B |
|               | Nova Zelândia | Inglaterra | Escócia | Portugal | V       | E       | D       | P+      | P-      | P+/-    | Pts     |
| ------------- | ------------- | ---------- | ------- | -------- | ------- | ------- | ------- | ------- | ------- | ------- | ------- |
| Nova Zelândia | X             | 31-5       | 28-0    | 40-0     | 3       | 0       | 0       | 99      | 5       | +94     | 9       |
| Inglaterra    | 5-31          | X          | 29-7    | 46-0     | 2       | 0       | 1       | 80      | 38      | +42     | 7       |
| Escócia       | 0-28          | 7-29       | X       | 26-5     | 1       | 0       | 2       | 33      | 62      | -29     | 5       |
| Portugal      | 0-40          | 0-46       | 5-26    | X        | 0       | 0       | 3       | 5       | 112     | -107    | 3       |

| GRUPO C   | GRUPO C | GRUPO C   | GRUPO C   | GRUPO C | GRUPO C | GRUPO C | GRUPO C | GRUPO C | GRUPO C | GRUPO C | GRUPO C |
|           | Fiji    | Argentina | Austrália | Espanha | V       | E       | D       | P+      | P-      | P+/-    | Pts     |
| --------- | ------- | --------- | --------- | ------- | ------- | ------- | ------- | ------- | ------- | ------- | ------- |
| Fiji      | X       | 28-10     | 19-17     | 45-0    | 3       | 0       | 0       | 92      | 27      | +65     | 9       |
| Argentina | 10-28   | X         | 17-10     | 40-5    | 2       | 0       | 1       | 67      | 43      | +24     | 7       |
| Austrália | 17-19   | 10-17     | X         | 42-14   | 1       | 0       | 2       | 69      | 50      | +19     | 5       |
| Espanha   | 0-45    | 5-40      | 14-42     | X       | 0       | 0       | 3       | 19      | 127     | -108    | 3       |

| GRUPO D        | GRUPO D       | GRUPO D        | GRUPO D | GRUPO D | GRUPO D | GRUPO D | GRUPO D | GRUPO D | GRUPO D | GRUPO D | GRUPO D |
|                | País de Gales | Estados Unidos | França  | Rússia  | V       | E       | D       | P+      | P-      | P+/-    | Pts     |
| -------------- | ------------- | -------------- | ------- | ------- | ------- | ------- | ------- | ------- | ------- | ------- | ------- |
| País de Gales  | X             | 26-21          | 22-14   | 28-22   | 3       | 0       | 0       | 76      | 57      | +19     | 9       |
| Estados Unidos | 21-26         | X              | 21-14   | 48-5    | 2       | 0       | 1       | 90      | 45      | +45     | 7       |
| França         | 14-22         | 14-21          | X       | 15-14   | 1       | 0       | 2       | 43      | 57      | -14     | 5       |
| Rússia         | 22-28         | 5-48           | 14-15   | X       | 0       | 0       | 3       | 41      | 91      | -50     | 3       |

| Seleção                            | Seleção                            | Placar                             |
| Quartas-de-final (9º ao 16º lugar) | Quartas-de-final (9º ao 16º lugar) | Quartas-de-final (9º ao 16º lugar) |
| ---------------------------------- | ---------------------------------- | ---------------------------------- |
| Samoa                              | Rússia                             | 17-14                              |
| Austrália                          | Portugal                           | 36-0                               |
| Quênia                             | França                             | 22-7                               |
| Escócia                            | Espanha                            | 31-5                               |
| Quartas-de-final (1º ao 8º lugar)  |                                    |                                    |
| África do Sul                      | Estados Unidos                     | 22-5                               |
| Inglaterra                         | Fiji                               | 15-12                              |
| País de Gales                      | Canadá                             | 26-7                               |
| Nova Zelândia                      | Argentina                          | 42-10                              |
| Semifinais (13º ao 16º lugar)      |                                    |                                    |
| Rússia                             | Portugal                           | 41-7                               |
| França                             | Espanha                            | 41-0                               |
| Semifinais (9º ao 12º lugar)       |                                    |                                    |
| Austrália                          | Samoa                              | 17-12                              |
| Quênia                             | Escócia                            | 24-12                              |
| Semifinais (5º ao 8º lugar)        |                                    |                                    |
| Argentina                          | Canadá                             | 22-7                               |
| Estados Unidos                     | Fiji                               | 22-7                               |
| Semifinais (1º ao 4º lugar)        |                                    |                                    |
| África do Sul                      | Inglaterra                         | 24-17                              |
| Nova Zelândia                      | País de Gales                      | 26-14                              |
| Final 13º lugar                    |                                    |                                    |
| França                             | Rússia                             | 21-17                              |
| Final 9º lugar                     |                                    |                                    |
| Austrália                          | Quênia                             | 12-5                               |
| Final 5º lugar                     |                                    |                                    |
| Estados Unidos                     | Argentina                          | 17-7                               |
| Final 3º lugar                     |                                    |                                    |
| Inglaterra                         | País de Gales                      | 24-21                              |
| Final 1º lugar                     |                                    |                                    |
| África do Sul                      | Nova Zelândia                      | 28-21                              |

## 9a Etapa - Londres
| GRUPO A        | GRUPO A   | GRUPO A        | GRUPO A       | GRUPO A | GRUPO A | GRUPO A | GRUPO A | GRUPO A | GRUPO A | GRUPO A | GRUPO A |
|                | Austrália | Estados Unidos | África do Sul | França  | V       | E       | D       | P+      | P-      | P+/-    | Pts     |
| -------------- | --------- | -------------- | ------------- | ------- | ------- | ------- | ------- | ------- | ------- | ------- | ------- |
| Austrália      | X         | 19-15          | 0-5           | 35-12   | 2       | 0       | 1       | 54      | 32      | +22     | 7       |
| Estados Unidos | 15-19     | X              | 19-12         | 19-17   | 2       | 0       | 1       | 53      | 48      | +5      | 7       |
| África do Sul  | 5-0       | 12-19          | X             | 17-14   | 2       | 0       | 1       | 34      | 33      | +1      | 7       |
| França         | 12-35     | 17-19          | 14-17         | X       | 0       | 0       | 3       | 43      | 71      | -28     | 3       |

| GRUPO B       | GRUPO B       | GRUPO B | GRUPO B       | GRUPO B | GRUPO B | GRUPO B | GRUPO B | GRUPO B | GRUPO B | GRUPO B | GRUPO B |
|               | Nova Zelândia | Quénia  | País de Gales | Canadá  | V       | E       | D       | P+      | P-      | P+/-    | Pts     |
| ------------- | ------------- | ------- | ------------- | ------- | ------- | ------- | ------- | ------- | ------- | ------- | ------- |
| Nova Zelândia | X             | 31-17   | 45-5          | 24-7    | 3       | 0       | 0       | 100     | 29      | +71     | 9       |
| Quênia        | 17-31         | X       | 31-19         | 38-12   | 2       | 0       | 1       | 86      | 62      | +24     | 7       |
| País de Gales | 5-45          | 19-31   | X             | 17-14   | 1       | 0       | 2       | 41      | 90      | -49     | 5       |
| Canadá        | 7-24          | 12-38   | 14-17         | X       | 0       | 0       | 3       | 33      | 79      | -46     | 3       |

| GRUPO C    | GRUPO C    | GRUPO C | GRUPO C   | GRUPO C | GRUPO C | GRUPO C | GRUPO C | GRUPO C | GRUPO C | GRUPO C | GRUPO C |
|            | Inglaterra | Fiji    | Argentina | Samoa   | V       | E       | D       | P+      | P-      | P+/-    | Pts     |
| ---------- | ---------- | ------- | --------- | ------- | ------- | ------- | ------- | ------- | ------- | ------- | ------- |
| Inglaterra | X          | 27-0    | 17-26     | 34-7    | 2       | 0       | 1       | 78      | 33      | +45     | 7       |
| Fiji       | 0-27       | X       | 24-0      | 33-7    | 2       | 0       | 1       | 57      | 34      | +23     | 7       |
| Argentina  | 26-17      | 0-24    | X         | 10-7    | 2       | 0       | 1       | 36      | 48      | -12     | 7       |
| Samoa      | 7-34       | 7-33    | 7-10      | X       | 0       | 0       | 3       | 21      | 77      | -56     | 3       |

| Seleção                           | Seleção                           | Placar                            |
| Quartas-de-final (1º ao 8º lugar) | Quartas-de-final (1º ao 8º lugar) | Quartas-de-final (1º ao 8º lugar) |
| --------------------------------- | --------------------------------- | --------------------------------- |
| Nova Zelândia                     | Argentina                         | 52-7                              |
| Quênia                            | Fiji                              | 20-7                              |
| Austrália                         | Estados Unidos                    | 24-19                             |
| Inglaterra                        | África do Sul                     | 19-14                             |
| Semifinais (9º ao 12º lugar)      |                                   |                                   |
| País de Gales                     | Samoa                             | 21-12                             |
| França                            | Canadá                            | 28-14                             |
| Semifinais (5º ao 8º lugar)       |                                   |                                   |
| Fiji                              | Argentina                         | 26-12                             |
| Estados Unidos                    | África do Sul                     | 22-5                              |
| Semifinais (1º ao 4º lugar)       |                                   |                                   |
| Nova Zelândia                     | Quênia                            | 7-0                               |
| Austrália                         | Inglaterra                        | 14-7                              |
| Final 9º lugar                    |                                   |                                   |
| País de Gales                     | França                            | 19-7                              |
| Final 5º lugar                    |                                   |                                   |
| Fiji                              | Estados Unidos                    | 14-5                              |
| Final 3º lugar                    |                                   |                                   |
| Inglaterra                        | Quênia                            | 26-19                             |
| Final 1º lugar                    |                                   |                                   |
| Nova Zelândia                     | Austrália                         | 47-12                             |

### Torneio Qualificatório
| GRUPO A   | GRUPO A | GRUPO A  | GRUPO A   | GRUPO A | GRUPO A | GRUPO A | GRUPO A | GRUPO A | GRUPO A | GRUPO A | GRUPO A |
|           | Escócia | Zimbabwe | Hong Kong | Geórgia | V       | E       | D       | P+      | P-      | P+/-    | Pts     |
| --------- | ------- | -------- | --------- | ------- | ------- | ------- | ------- | ------- | ------- | ------- | ------- |
| Escócia   | X       | 21-14    | 19-20     | 29-0    | 2       | 0       | 1       | 69      | 34      | +35     | 7       |
| Zimbabwe  | 14-21   | X        | 12-7      | 19-14   | 2       | 0       | 1       | 45      | 42      | +3      | 7       |
| Hong Kong | 20-19   | 7-12     | X         | 17-12   | 2       | 0       | 1       | 44      | 43      | +1      | 7       |
| Geórgia   | 0-29    | 14-19    | 12-17     | X       | 0       | 0       | 3       | 26      | 65      | -39     | 3       |

| GRUPO B  | GRUPO B  | GRUPO B | GRUPO B | GRUPO B | GRUPO B | GRUPO B | GRUPO B | GRUPO B | GRUPO B | GRUPO B | GRUPO B |
|          | Portugal | Espanha | Rússia  | Tonga   | V       | E       | D       | P+      | P-      | P+/-    | Pts     |
| -------- | -------- | ------- | ------- | ------- | ------- | ------- | ------- | ------- | ------- | ------- | ------- |
| Portugal | X        | 7-5     | 26-10   | 12-7    | 3       | 0       | 0       | 45      | 22      | +23     | 9       |
| Espanha  | 5-7      | X       | 19-14   | 17-19   | 1       | 0       | 2       | 41      | 40      | +1      | 5       |
| Rússia   | 10-26    | 14-19   | X       | 19-7    | 1       | 0       | 2       | 43      | 52      | -9      | 5       |
| Tonga    | 7-12     | 19-17   | 7-19    | X       | 1       | 0       | 2       | 33      | 48      | -15     | 5       |

| Seleção                | Seleção    | Placar     |
| Semifinais             | Semifinais | Semifinais |
| ---------------------- | ---------- | ---------- |
| Portugal               | Geórgia    | 17-5       |
| Espanha                | Hong Kong  | 29-14      |
| Rússia                 | Zimbabwe   | 26-7       |
| Escócia                | Tonga      | 31-0       |
| Finais                 |            |            |
| Espanha                | Portugal   | 10-5       |
| Escócia                | Rússia     | 19-0       |
| Decisão da última vaga |            |            |
| Portugal               | Rússia     | 10-5       |